# Resolució 1566 del Consell de Seguretat de les Nacions Unides
La Resolució 1566 del Consell de Seguretat de les Nacions Unides fou adoptada per unanimitat el 8 d'octubre de 2004. Després de reafirmar les resolucions 1267 (1999), 1373 (2001) i 1540 (2004), el Consell va condemnar el terrorisme com una greu amenaça per a la pau i va enfortir la legislació antiterrorista.

## Resolució
Condemnant el terrorisme com una de les amenaces més greus per a la pau i la seguretat, el Consell demana als països que jutgin o extraditin a qualsevol que recolzi actes terroristes o participi en la planificació d'aquests plans. Actuant sota el Capítol VII de la Carta de les Nacions Unides, va crear un grup de treball per examinar recomanacions sobre les mesures que s'han d'imposar contra "persones físiques, grups o entitats implicades o associades a activitats terroristes" que encara no estan identificades pel seu comitè de sancions a Al-Qaeda i talibans. Hi havia preocupació pel creixent nombre de víctimes d'atacs terroristes, inclosos els nens.
Alguns enfocaments a estudiar inclouen "procediments més eficaços que es consideren apropiats per portar-los davant la justícia mitjançant processament o extradició", congelació d'actius financers, restriccions de viatge i embargament d'armes.
El text va fer una crida als països per prevenir i castigar "actes criminals, inclosos contra els civils, comesos amb la intenció de provocar la mort o lesions corporals greus o la presa d'ostatges, amb la finalitat de provocar un estat de terror en el públic en general o en un grup de persones o persones particulars, intimidar una població o obligar un govern o una organització internacional a fer o abstenir-se de fer qualsevol acte". Aquests actes "no han estat justificats en cap cas per consideracions d'índole política, filosòfica, ideològica, racial, ètnica, religiosa o d'una altra naturalesa similar", segons el Consell.
La resolució també va demanar al grup de treball que considerés la possibilitat d'establir un fons de compensació internacional per a les víctimes d'actes terroristes i les seves famílies, que podrien finançar-se a través de contribucions voluntàries generades en part per actius embargats a les organitzacions terroristes, els seus membres i patrocinadors. A més, es va demanar al secretari general Kofi Annan que posés en marxa la Direcció Executiva del Comitè contra el Terrorisme el més aviat possible.

## Adopció
L'ambaixador Andrei Denissov de Rússia, que va patrocinar la resolució juntament amb la República Popular de la Xina, França, Alemanya, Romania, Espanya, Regne Unit i els Estats Units, va destacar que calia millorar els instruments jurídics i altres instruments operatius per combatre el terrorisme i les organitzacions terroristes que són expertes a canviar les seves tàctiques depenent de la situació. "Estem convençuts que la resolució reforça encara més el paper essencial de coordinació de les Nacions Unides en la campanya internacional contra l'amenaça terrorista", va dir.
L'ambaixador Emyr Jones Parry del Regne Unit, que va ocupar el càrrec rotatiu del president del Consell de Seguretat de les Nacions Unides a l'octubre de 2004, va dir que el cos de 15 membres "reafirmava la seva opinió que el terrorisme en totes les seves formes i manifestacions constitueix una de les amenaces més greus per a la pau i la seguretat internacionals, i que qualsevol acte de terrorisme és criminal i injustificable, independentment de la seva motivació, quan i per qui sigui comès". L'ambaixador Jones Parry també va dir que el text reafirmava el paper central de l'ONU en la lluita contra el terrorisme, així com la determinació del Consell "de mantenir-se units per afrontar el flagell del terrorisme".
L'ambaixador dels EUA, John Danforth, va dir que les causes bàsiques no justificaven el terrorisme. "La resolució que hem adoptat afirma molt senzillament que la massacre deliberada d'innocents mai no justifica cap causa, mai". Va afegir que "Alguns afirmen que l'explosió de bombes enmig dels nens està al servei de Déu", però aquest acte "és la blasfèmia definitiva".
La resolució va arribar dies després d'atacs terroristes a Pakistan, a Egipte, i la decapitació de l'ostatge britànic Kenneth Bigley a l'Iraq, tots ells considerats com obra d'Al-Qaeda. També va ser la culminació dels esforços diplomàtics antiterroristes de Rússia després de la presa d'ostatges de Beslan.